# Helge Grande Stærk
Helge Grande Stærk (* 12. April 1981) ist ein früherer norwegischer Skeletonsportler.
Helge Grande Stærk arbeitet als Elektroniker. Er begann 2003 mit dem Skeletonsport und gehörte seit 2004 dem Nationalkader Norwegens an. Trainiert wurde er von Håvard Engelien (Bahn), Marco Piacentini (Sprint) und Ikke-Så Stærk (Ausdauer). Bei den Junioren-Weltmeisterschaften 2004 wurde Stærk in Winterberg 24. und gewann die norwegische Juniorenmeisterschaft. Nach einigen Einsätzen im Skeleton-Europacup debütierte er in Sigulda 2004 im Skeleton-Weltcup und gewann als 26. erste Weltcuppunkte. Sein bestes Resultat erzielte er mit Platz 22 2005 in St. Moritz. 2006 startete er letztmals im Weltcup.